# Олимпијски стадион у Паризу
Олимпијски стадион у Паризу је стадион у Коломбу, близу Париза. Користи се за рагби, трчање и фудбал. Његов званични назив је Стадион Ив ду Маноар (фр. Stade Yves-du-Manoir)

## Историја
Назван у знак сећања на француског рагбисту Ива ду Маноара 1928., био је главни стадион за Летње олимпијске игре 1924. и имао је капацитет од 45.000 гледалаца у то време.  Током игара 1924. у њему су се одржавале атлетика, бициклизам, јахање, гимнастика, тенис, фудбал, рагби и два модерна петобоја (трчање, мачевање).
Касније је проширен на капацитет од преко 60.000. Коломб је такође био место за финале Светског првенства 1938. између Италије и Мађарске, а такође је био домаћин две утакмице домаћег тима.
Коломб је био домаћин неколико финала Купа Француске и домаћих утакмица националних фудбалских и националних рагби тимова током 70-их. Остао је стадион највећег капацитета у земљи све док реновирани Парк принчева није отворен 1972. Због све строжих сигурносних прописа, капацитет је пао на испод 50.000. Последње утакмице националног рагби савеза и фудбалских тимова у Коломбу биле су 1972. и 1975.
Француски професионални фудбалски тим РК Париз користио је Коломб као свој терен до отприлике 1985., а затим је прешао на друге стадионе пре него што се вратио 2010-их. За разлику од РЦ Парис, Расинг 92 рагби није напустио Коломб све до новембра 2017. Првобитно су планирали да преуреде Ивес-ду-Маноир у стадион који ће делити са Расинг
клуб де Франс. Уместо тога, изградили су Парис Ла Дефенсе арену у оближњем Нантеру, одигравши свој први меч на новом месту у децембру 2017. Остаје да се види да ли ће се преселити и фудбалски клуб Расинг клуб де Франс.
Служио је као место хокеја на трави за Летње олимпијске игре 2024.

## Светско првенство у фудбалу 1938
Олимпијски стадион у Паризу био је домаћин три утакмице Светског првенства у фудбалу 1938, укључујући и финале.
| Датум         | Време | Тим #1    | Рес. | Тим #2   | Коло          | Присуство |
| ------------- | ----- | --------- | ---- | -------- | ------------- | --------- |
| 5. јун 1938.  | 17:00 | Француска | 3–1  | Белгија  | Осмина финала | 30,454    |
| 12. јун 1938. | 17:00 | Француска | 1–3  | Италија  | Четвртфинале  | 58,455    |
| 19. јун 1938. | 17:00 | Италија   | 4–2  | Мађарска | Финале        | 45.000    |

## У популарној култури
Олимпијске трке у којима су учествовали Харолд Абрахамс и Ерик Лидел, који су приказани у филму Ватрене кочије, водили су се овде, иако стадион Коломб није коришћен за филм.
Стадион је приказан у филму Бекство у победу из 1981. са Силвестером Сталонеом и Мајклом Кејном у главним улогама, али стадион коришћен у снимању био је стадион Хидегкути Надор (1947) у Будимпешти.